# Kokonsaari (ö i Egentliga Tavastland)
Kokonsaari är en ö i Finland. Den ligger i sjön Pyhäjärvi och i kommunen Tavastehus i den ekonomiska regionen  Tavastehus ekonomiska region  och landskapet Egentliga Tavastland, i den södra delen av landet, 110 km norr om huvudstaden Helsingfors. Öns area är 3,6 hektar och dess största längd är 360 meter i sydöst-nordvästlig riktning.